# Marino da Silva
Marino da Silva oder kurz Marino (* 18. Februar 1986 in Macatuba, SP) ist ein brasilianischer Fußballspieler.

## Karriere
Die Anfänge von da Silvas Profikarriere sind nicht dokumentiert. Als erste verzeichnete Quelle spielte er bis 2010 für den CE Nova Esperança und zog anschließend zum Grêmio Osasco Audax weiter. Nach den kurzen Stationen bei Oeste FC und ADRC Icasa wurde er 2011 von Atlético Goianiense verpflichtet. Hier spielte er bis ins Jahr 2013 hinein und wurde zwischenzeitlich 2013 an Sport Recife ausgeliehen. Anschließend folgten kurze Stationen bei Vereinen wie São Bernardo FC, Sampaio Corrêa FC und Náutico Capibaribe.
Zur Saison 2016/17 wurde er vom westtürkische Aufsteiger Bandırmaspor aus der türkischen TFF 1. Lig verpflichtet. Beim Klub blieb er nur für die eine Saison. Danach kehrte er in seine Heimat zurück und tingelt seitdem durch unterklassige Klubs.

## Erfolge
Cuiabá EC
- Staatsmeisterschaft von Mato Grosso: 2019
- Copa Verde: 2019